# Acalypha alopecuroides
Acalypha alopecuroides es una especie de planta perteneciente a la familia Euphorbiaceae. Es endémica de México. 

## Descripción
Son hierbas anuales, que alcanzan un tamaño de 20–60 (–90) cm de alto, erectas, generalmente ramificadas, tallos cortamente pilosos y generalmente estipitado-glandulares; plantas monoicas. Hojas ovadas a ampliamente ovadas, 2–8 cm de largo y 1.5–5 cm de ancho, ápice acuminado, base redondeada (raramente subcordada), márgenes serrados, escasamente estrigosas, cortamente pilosas en los nervios especialmente en el envés y escasamente estipitado-glandulares, membranáceas cuando secas, nervadura palmada en la base; pecíolos 0.5–7 cm de largo, con pubescencia como la de los tallos, a menudo con pocas glándulas cafés adaxialmente en el ápice, estípulas subulado-lineares, 1–2.5 mm de largo, caducas. Inflorescencias espigadas, unisexuales; inflorescencias estaminadas axilares, pedúnculos 0.1–0.6 cm de largo, densa y cortamente pilosos y estipitado-glandulares, porción fértil 0.2–0.8 cm de largo y ca 1 mm de grueso, algo discontinua; inflorescencias pistiladas terminales, pedúnculos 0.2–1 cm de largo, hirsutas y estipitado-glandulares, porción fértil 0.5–1.5 cm de largo y 5–8 mm de ancho en flor, 2–6 cm de largo y 8–15 mm de ancho en fruto, las brácteas muy densamente agrupadas, 2–4 mm de largo y 2–3 mm de ancho en flor, 8–12 mm de largo y 3–4 mm de ancho en fruto, con 3–5 lobos cada uno formado de una base deltoide con un ápice linear 4–7 mm de largo, los lobos ca 3/4 del largo de la bráctea, largamente hirsutos y estipitado-glandulares; flores pistiladas 1 por bráctea, estilos 2–7 mm de largo, no ramificados, anaranjados a rojos; flores alomórficas terminales en las inflorescencias pistiladas (raramente estaminadas), ebracteadas, en pedicelos filiformes 5–15 mm de largo, 1 (2)-carpelares. Cápsulas 1.1–1.3 mm de largo y 1.2–1.5 mm de ancho, hispídulas y estipitado-glandulares o glabras; semillas 1–1.1 mm de largo, lisas; frutos de las flores alomórficas obovoides, 1–1.5 mm de largo y 0.9–1.2 mm de ancho, muricados e hirsutos.

## Distribución y hábitat
Es una especie común, que se encuentra mayormente en sitios alterados, zonas pacífica y norcentral y en Corn Island (donde posiblemente es introducida); a una altitud de  0–1200 metros; fl y fr jun–oct; desde el sur de México al norte de Sudamérica y en las Antillas, introducida en el sureste de los Estados Unidos.

## Propiedades
Con frecuencia, esta planta es usada tanto para el asma (Puebla y Quintana Roo) como para las heridas (Puebla y Veracruz). Se hace referencia a que en Quintana Roo, contra el asma se utilizan las hojas y las inflorescencias en infusión.
Además, se le emplea contra algunas enfermedades de la piel como granos (pequeños tumorcillos que aparecen en la piel) o granos malos (forúnculos), sobre los cuales se aplica un emplasto de tallo y hojas machacadas. Asimismo, se refiere útil, aunque sin decir cómo, para atacar problemas de acné e infecciones de los pies.
Se le utiliza también contra las diarreas, mal de orín, úlceras, mordeduras de víbora y para prevenir el cáncer.
Principios activos
En un estudio químico preliminar se detectó la presencia de flavonoides, polifenoles, saponinas y taninos.

## Taxonomía
Acalypha alopecuroides fue descrita por  Nikolaus Joseph von Jacquin y publicado en Collectanea 3: 196. 1789[1791].
Etimología
Acalypha: nombre genérico que deriva del griego antiguo akalephes = ("ortiga"), en referencia a que sus hojas son semejantes a ortigas.
alopecuroides: epíteto latíno compuesto que significa "similar a Alopecurus".
Sinonimia
- Acalypha alopecuroidea var. glandulifera Klotzsch
- Acalypha alopecuroidea f. polycephala Müll. Arg.
- Acalypha alopecuroides f. glanduligera (Klotzsch) Müll.Arg.
- Acalypha alopecuroides f. polycephala Müll.Arg.
- Ricinocarpus alopecuroides (Jacq.) Kuntze[5]

## Nombres comunes
Borreguillo, chinahuatillo, cola de gato, gatito, hierba del nastor tapa burros.